# Vladimiro-Aleksandrovskoe
Vladimiro-Aleksandrovskoe (in russo Владимиро-Александровское?) è un villaggio dell'Estremo Oriente russo (Territorio del Litorale). È il centro amministrativo del distretto Oktjabr'skij.
Si trova sul fiume Partizanskaja ai piedi dei monti Partizanskij, 188 km a sud-est della città di Vladivostok e 17 km a nord di Nachodka.